# Johann Ernst von Grünewaldt

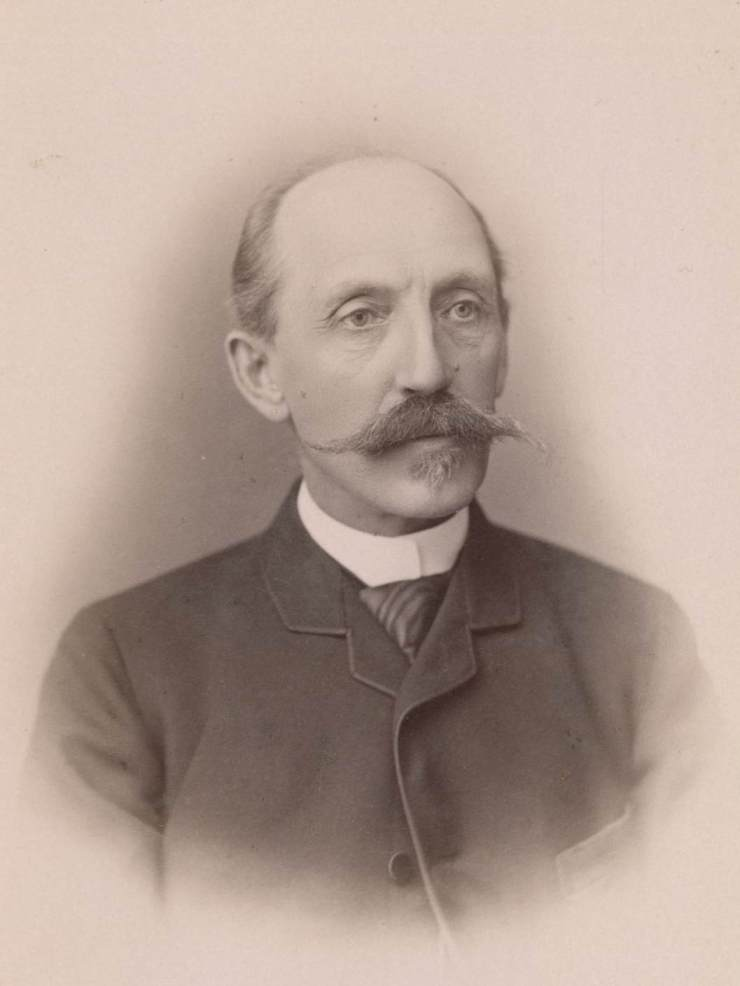
Johann Georg Ernst von Grünewaldt

Johann Ernst von Grünewaldt (* 30. März 1835 in Koik, Gouvernement Estland; † 20. März 1901 in Koik, Gouvernement Estland) war ein deutsch-baltischer Adelsmann, Landespolitiker, estländischer Landrat, Landwirt und Züchter.

## Leben
Nach dem Besuch der Ritter- und Domschule zu Reval Reval trat Johann Ernst v. G. in das Husaren-Regiment des Großfürsten Konstantin Nikolajewitsch Romanow ein. Im Rang eines  Leutnants nahm er seinen Abschied und widmete sich der Landwirtschaft. Als Gutsherr von Brandten (Estland) (siehe unten) und Laimetz (Livland) (siehe unten) entwickelte er eine fortschrittliche Landwirtschaft und betätigte sich als Züchter von Rindern, Merinoschafen und Pferden. Er war Mitbegründer des Molkereiverbands und organisierte den Export von Molkereierzeugnissen, desgleichen betrieb er Import und Export mit Vieh.
Politisch betätigte er sich von 1882 bis 1889 als Kreisdeputierter und war von 1886 bis 1893 Präses des estländischen Landwirtschafts-Vereins. Er wurde 1889 zum estländischen Landrat gewählt und bekleidete dieses Amt bis 1901. Er war von 1892 bis 1893 stellvertretender Ritterschaftshauptmann. Letztlich war er Ehrenmitglied der „Kaiserlichen Livländischen Ökonomischen Sozietät“.

## Herkunft und Familie

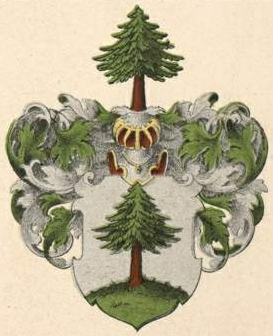
Familienwappen des Adelsgeschlechts von Grünewaldt

Johann Ernst v. G. stammte aus der deutsch-baltischen Adelsfamilie von Grünewald. Sein Vater war der estländische Landrat und Kammerherr Otto Magnus von Grünewaldt (1801–1890), der mit Mathilde von Wolff (1802–1860) verheiratet war. Johann Ernst heiratete 1862 Julie Elisabeth von Grünewaldt  (* 1841), die Tochter des Alexander von Grünewaldt aus dem Hause Orrisaar. Ihre Nachkommen waren:
- Alexander Moritz Arwed von Grünewald (* 1863 in Koik; † 1910 in Frankfurt am Main), Kunsthistoriker
- Otto Werner von Grünewald (* 1866), Herr auf Brandten und Laimetz ⚭ Janette Elisabeth von Grünewald aus dem Hause Koik
- Georg Arthur von Grünewald (* 1868), Jurist, Kreisdeputierter ⚭ Marie von Heynitz (* 1872)
- Pauline Bertha von Grünewaldt (1870–1874)
- Theodor Johann Moritz von Grünewaldt (* 1873 in Koik; † 1964 in Rom) Schauspieler in Deutschland ⚭ Olga von Molas (* 1882)
- Herbert von Grünewaldt (1878–1886)

## Brandten
Brandten in Estland ist das heutige Prandi, es gehörte als Dorf Kardenay im Jahr 1564 zum Ordensgut Mäcks Hoff. 1613 wurde der Ort belehnt und im Jahr 1919 übernahm Otto Werner von Guenewaldt (* 1866) das Rittergut, in Nachfolge seines Vaters Johann Ernst von Grünewald  den Gutshof, der es vormals von seinem Vater Otto Magnus von Grünewaldt übernommen hatte.  Die Ortsbezeichnung wird von dem Besitzer Brandten (1765) und Branten (1796) abgeleitet. Seit 1939 gehört die Ortschaft Prandi zur Gemeinde Koik.

## Laimetz
Das im 17. Jahrhundert gegründete Gut Laimetz bekam 1863 ein kleines, stilvolles Neorenaissance-Hauptgebäude. Das Gut gehörte lange der Familie von Gruenewaldt, die auch Besitzer des Gutes Koik waren. Durch einen Brand im Jahr 1989 wurde das Hauptgebäude zerstört.